# 170141183460469231731687303715884105727
170141183460469231731687303715884105727（百七十澗千四百十一溝八千三百四十六穣四百六十九𥝱二千三百十七垓三千百六十八京七千三百三兆七千百五十八億八千四百十万五千七百二十七、ひゃくななじっかんせんよんひゃくじゅういちこうはっせんさんびゃくよんじゅうろくじょうよんひゃくろくじゅうきゅうじょにせんさんびゃくじゅうなながいさんぜんひゃくろくじゅうはちけいななせんさんびゃくさんちょうななせんひゃくごじゅうはちおくはっせんよんひゃくじゅうまんごせんななひゃくにじゅうしち）は自然数、また整数において、170141183460469231731687303715884105726の次で170141183460469231731687303715884105728の前の数である。

## 性質
- 170141183460469231731687303715884105727は素数である。1つ前は170141183460469231731687303715884105703、次は170141183460469231731687303715884105757。
  - 約数の和は170141183460469231731687303715884105728。
    - 約数の和が2の累乗数になる569番目の数である。1つ前は168811955386075123364161848926778949759、次は214641354189917290491285898642107841803[1]。
- 170141183460469231731687303715884105727 = 2127 − 1
  - 127番目のメルセンヌ数である。1つ前は85070591730234615865843651857942052863、次は340282366920938463463374607431768211455。
    - 12番目のメルセンヌ素数である。1つ前は162259276829213363391578010288127、次は6864797660130609714981900799081393217269435300143305409394463459185543183397656052122559640661454554977296311391480858037121987999716643812574028291115057151。
    - 170141183460469231731687303715884105727 = 227−1 − 1
      - 4番目の二重メルセンヌ数である。1つ前は2147483647、次は22047 − 1。
        - 4番目の二重メルセンヌ素数である。1つ前は2147483647、次は不明。
        - n = 7 のときの 22n−1 − 1 の値とみたとき1つ前は9223372036854775807、次は57896044618658097711785492504343953926634992332820282019728792003956564819967[2]。

    - 手計算によって求められた最大の素数である。発見者はエドゥアール・リュカ(1876年)。
- 170141183460469231731687303715884105727 = M(127) = M(M(7)) = M(M(M(3))) = M(M(M(M(2))))
  - 4番目のカタラン・メルセンヌ数である。1つ前は127、次は2170141183460469231731687303715884105727 − 1。
    - 2170141183460469231731687303715884105727 − 1 ≈ 5.454 × 1051217599719369681875006054625051616349 ≈ 101037.7094

  - 2170141183460469231731687303715884105727 − 1 が素数かどうかは知られていない。